# Heather Bown
Heather Erin Bown (Yorba Linda, 29 de novembro de 1978) é uma jogadora de voleibol dos Estados Unidos que competiu nos Jogos Olímpicos de 2000, 2004 e 2008.
Bown fez a sua primeira aparição em Olimpíadas nos jogos de 2000, participando de oito jogos e terminando na quarta posição com o time americano na competição olímpica. Em 2004, ela jogou em seis confrontos e finalizou na quinta colocação com o conjunto americano no campeonato olímpico. Quatro anos depois, ela fez parte da equipe americana que conquistou a medalha de prata no torneio olímpico de 2008, no qual atuou em oito partidas.